# Diòcesi de Tiraspol-Dubăsari
La Diòcesi de Tiraspol-Dubăsari és una eparquia de l'Església Ortodoxa Russa, que comprèn el territori de Transnístria, a Moldàvia. L'Església de la Nativitat, construïda a Tiraspol el 1999, és la seu d'aquesta jurisdicció, encapçalada pel bisbe Justinià amb el suport del Patriarcat de Moscou.